# Vergas (Minnesota)

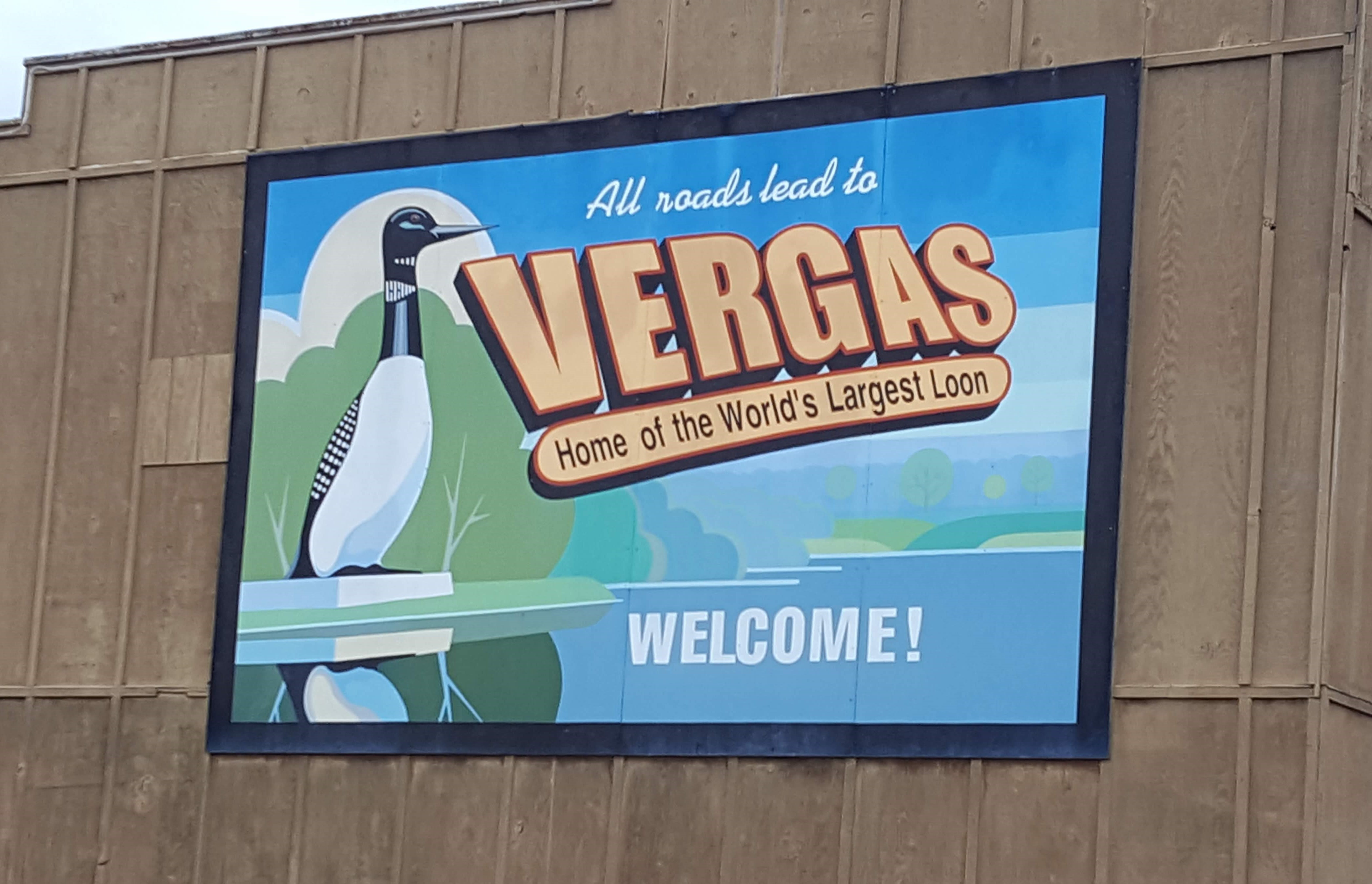
Señal de bienvenida en Vergas, Minnesota

Vergas es una ciudad ubicada en el condado de Otter Tail en el estado estadounidense de Minnesota. En el Censo de 2010 tenía una población de 331 habitantes y una densidad poblacional de 85,37 personas por km².

## Geografía
Vergas se encuentra ubicada en las coordenadas 46°39′18″N 95°48′13″O / 46.65500, -95.80361. Según la Oficina del Censo de los Estados Unidos, Vergas tiene una superficie total de 3.88 km², de la cual 3.78 km² corresponden a tierra firme y (2.54%) 0.1 km² es agua.

## Demografía
Según el censo de 2010, había 331 personas residiendo en Vergas. La densidad de población era de 85,37 hab./km². De los 331 habitantes, Vergas estaba compuesto por el 99.09% blancos, el 0.3% eran afroamericanos, el 0% eran amerindios, el 0% eran asiáticos, el 0% eran isleños del Pacífico, el 0.3% eran de otras razas y el 0.3% pertenecían a dos o más razas. Del total de la población el 0.3% eran hispanos o latinos de cualquier raza.